# Dinastia Ottoniană

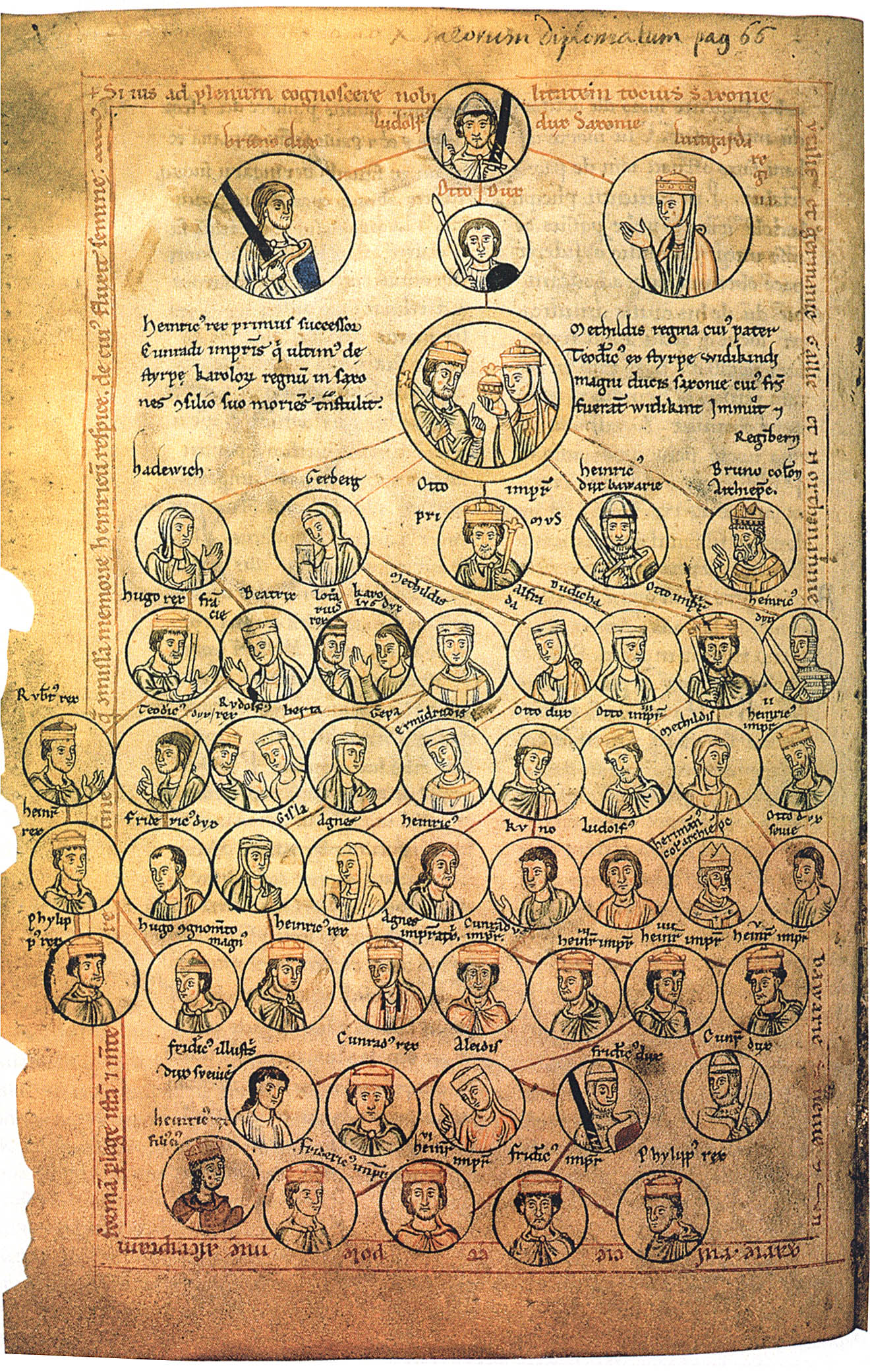
Arborele genealogic al Ottonienilor (Chronica Sancti Pantaleonis, include pe Liudolf - fondatorul dinastiei sec. al XII-lea)

Dinastia Ottoniană sau Dinastia saxonă a fost o familie nobiliară saxonă din care au provenit împărații romano-germani ai Sfântul Imperiu Roman în perioada 919–1024 și al cărei nume provine de la împărații: Otto I, Otto al II-lea și Otto al III-lea. Dinastia a fost cunoscută și sub denumirea de Liudolfingi, după numele primului strămoș identificabil al familiei, Liudolf (d. 866). Dinastia ottoniană a fost în același timp prima dinastie imperială din Sfântul Imperiu Roman, fiind succesoarea Dinastiei Carolingiene a francilor și care este recunoscută în general ca fondatoare a Sfântului Imperiu Roman.

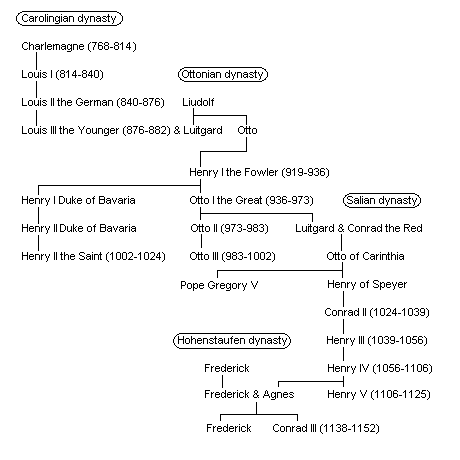
Arborele genealogic al Ottonilor

## Origine
Deși nu a fost niciodată uns împărat, Henric I „Păsărarul” (în germană Heinrich), duce de Saxonia, este considerat fondatorul dinastiei imperiale germane, întrucât alegerea sa ca rege german a făcut posibil ca fiul său, Otto I să ajungă pe tronul imperial ca împărat romano-german. Începând cu Otto I cei mai mulți regi romano-germani erau încoronați de papă și ca împărați (în germană Kaiser) romano-germani. Sub Ottoni, regatul francilor răsăriteni a reunit sub cârmuirea împăratului ducatele Lorena, Saxonia, Franconia, Suabia, Turingia și Bavaria, odată cu încoronarea imperială a lui Otto I din anul 962. Aceasta s-a dorit a fi o restaurare a Imperiului Roman antic în Evul Mediu ceea ce, în realitate, nu putea fi deoarece:
- Sfântul Imperiu Roman nu avea capitala la Roma, acest oraș italic fiind doar locul încoronare al împăraților ca centru bisericii catolice;
- Sfântul Imperiu Roman nu a avut o guvernare (administrație) centralizată asemenea Imperiului Roman;
- regii romano-germani care trebuiau încoronați la Roma, au asigurat temporar protecție Sfântului Scaunului, însă de-a lungul Evului Mediu rivalitatea dintre aceștia și papalitate a cauzat uneori refuzul papilor de a-i încorona;
- ducatele germane de la nord de Alpi, de unde au provenit cei mai mulți dintre regi romano-germani aleși, deveniți împărați prin încoronare, au reușit să-și păstreze o semnificativă autonomie a guvernării până în 1871, când a luat naștere Imperiul German.

După stingerea Dinastiei Ottoniene, odată cu moartea împăratului Henric al II-lea în 1024, tronul imperial a fost preluat de Dinastia Saliană. Liutgarda, fiica împăratului Otto I s-a căsătorit cu ducele salian Conrad de Lorena (supranumit cel Roșu). Nepotul său a fost împăratulul Conrad al II-lea (în germană Konrad II.).
Regi și împărați ottonieni:
- Henric „Păsărarul” (d. 936),
- Otto „cel Mare” (d. 973),
- Otto al II-lea (d. 983),
- Otto al III-lea (d. 1002),
- Henric al II-lea (d. 1024).

Alți membri ai casei Liudolfingilor (Ottonilor):
- Liudolf, conte de Saxonia (d. 864/866);
- Altfrid de Hildesheim, episcop de Hildesheim (d. 874);
- Otto "cel Ilustru", duce de Saxonia (d. 912);
- Gerberga de Saxonia (d. 954);
- Henric I de Bavaria, duce de Bavaria (d. 955);
- Liudolf de Suabia, duce de Suabia (d. 957);
- Hedwiga de Saxonia (d. 965);
- Bruno, arhiepiscop de Köln și duce de Lotharingia (d. 965);
- Wilhelm, arhiepiscop de Mainz (d. 968);
- Matilda (Mathilde), abatesă de Quedlinburg (d. 999);
- Adelaida (Adelheid), abatesă de Quedlinburg (d. 1044);
- Otto, duce de Suabia și de Bavaria (d. 982);
- Henric „cel Certăreț”, duce de Bavaria (d. 995);
- Bruno, episcop de Augsburg (d. 1029).